# Giulio Cesare Cordara
Giulio Cesare Cordara de Calamandrana, né à  Alexandrie (Italie) le 16 décembre 1704, et mort dans la même ville le 6 mars 1785 , est un prêtre jésuite, érudit et historien italien.

## Biographie
Giulio Cesare Cordara nait le 16 décembre 1704, d’une famille noble d’Alexandrie en Piémont, originaire de Nice. Dès son enfance, il est envoyé à Rome, et il entre chez les jésuites, à l’âge de quatorze ans. Au terme de sa formation jésuite il est nommé professeur dans différents collèges de la Compagnie (Viterbe, Fermo, Ancône, Macerata, Collèges romain et germanique).
En 1742 le général Franz Retz le choisit pour continuer l’histoire officielle de la compagnie, commencée par Niccolò Orlandini, à qui succèdent, dans le même travail, Francesco Sacchini et Joseph de Jouvancy. Il occupera la fonction d'historiographe jusqu'à la suppression de la Compagnie en 1773.
Il est élu membre de l’Académie d'Arcadie sous le nom de Panemo Cisseo.
En 1773, lors de la Suppression de la Compagnie de Jésus, Cordara quitte Rome pour s’installer à Turin, puis à Alexandrie, sa ville natale, où il est précepteur privé, car le roi de Sardaigne permet à certains membres de la Compagnie d’y vivre sans être gênés. Malgré son âge avancé et sa nouvelle vie, Cordara continue son travail littéraire. Il meurt à Alexandrie le 6 mars 1784, à l’âge de quatre-vingts ans.

## Œuvres
Cordara est surtout connu pour ses oeuvres poétiques. Carlos Sommervogel répertorie une soixantaine de ses ouvrages. C'est à lui que revint la charge d'écrire la vie de Muzio Vitelleschi. De sa vie il ne sera publier qu’un volume, qui parait en 1750, à Rome, Rossi, in-fol., sous ce titre : Historia societatis Jesu pars sexta complectens res gestas sub Mutio Vitellesco, tomus prior. Ses œuvres, sa correspondance et ses Mémoires seront publiées au XXème.

### Liste de ses oeuvres
- Historiae societatis Jesu, tome 2.
- Ristretto della vita, virtù e miracoli del B. Simone de Roxas, dell’ordine della santissima Trinità, della redenzione de’ schiavi, Rome, 1766, in-4°.
- Collegii Germanici et Hungarici historia, libris IV comprehensa, Rome, 1770, in-4°.
- une Oraison funèbre de l’empereur Charles VI.
- la Vie de la bienheureuse Eustoquie de Padoue.
- des poésies italiennes et latines. Parmi ces dernières on distingue, Carmen in fatuos numerorum divinatores, vulgò cabalistas, et Luc. Sectani Q. fil. de tota Græculorum hujus ætatis litteratura, sermones quatuor, Hagæ-Vulpiæ, 1738, in-8°. Cette dernière pièce fut attribuée à Girolamo Lagomarsini, savant jésuite de Gênes, et au célèbre Luigi Lanzi. Il est reconnu qu’elle est de Cordara (Voy. les Notabilia de Heerkens, liv. 1er, pag. 70) qui a voulu rappeler les satires de Lodovico Sergardi, publiées sous ce titre : Q. Sectani satyræ in Philodemum. Il en donna, plus de vingt-cinq ans après, une deuxième édition augmenté et accompagnée de notes, Augsbourg, 1764.
- Discorso in morte dell' insigne poeta Pietro Metastasio prononcé le 9 juillet 1782 à Alexandrie dans la séance des Immobili, par l'abbé Jules Cordara de Calamandrana, prince de l'Académie, imprimé en 1783[2].
- (it) De' vantaggi dell'orologio italiano sopra l'oltramontano, Alessandria, Ignazio Vimercati, 1783 (lire en ligne)
- Il a été l’éditeur de l’histoire des campagnes du prince Eugène en Hongrie, de 1697 à 1717, écrite en très beau latin par le P. Guidone Ferrari, jésuite, Rome, 1767, in-4°, avec une préface curieuse de l’éditeur.
- Opere latine e italiane dell'abate Giulio Cesare Cordara dei Conti di Calamandrana, Venise, 1801-1804

## Source
- (it) Cet article est partiellement ou en totalité issu de l’article de Wikipédia en italien intitulé « Giulio Cesare Cordara » (voir la liste des auteurs).
- « Giulio Cesare Cordara », dans Louis-Gabriel Michaud, Biographie universelle ancienne et moderne : histoire par ordre alphabétique de la vie publique et privée de tous les hommes avec la collaboration de plus de 300 savants et littérateurs français ou étrangers, 2e édition, 1843-1865 [détail de l’édition]